# Cryptolectica
Cryptolectica là một chi bướm đêm thuộc họ Gracillariidae.

## Các loài
- Cryptolectica capnodecta Vári, 1961
- Cryptolectica chrysalis Kumata & Ermolaev, 1988
- Cryptolectica ensiformis (Yuan, 1986)
- Cryptolectica euryphanta (Meyrick, 1911)
- Cryptolectica lazaroi Landry, 2006
- Cryptolectica monodecta (Meyrick, 1912)
- Cryptolectica pasaniae Kumata & Kuroko, 1988